# Ted Ditchburn
Ted Ditchburn, all'anagrafe Edwin George Ditchburn (Gillingham, 24 ottobre 1921 – Brentwood, 26 dicembre 2005), è stato un calciatore inglese, di ruolo portiere, che giocò per tutta la carriera da professionista nel Tottenham Hotspur Football Club e che partecipò con la maglia della Nazionale inglese al Campionato mondiale di calcio 1950 tenutosi in Brasile.

## Carriera

### Club
Nativo di Gillingham, contea di Kent, figlio di un pugile professionista, Ditchburn entrò nella squadra giovanile del Tottenham a 16 anni, nel 1937, venendo poi trasferito ad una delle squadre minori, il Northfleet, per fare esperienza. Dopo due anni, il 1º maggio 1939, tornò agli Spurs e firmò un contratto da professionista, ma lo scoppio della Seconda guerra mondiale rinviò di diversi anni il suo esordio ufficiale. Nel periodo di guerra entrò a far parte della Royal Air Force e giocò diverse partite non ufficialmente riconosciute: il suo esordio "ufficioso" risale al 25 maggio 1940, nella vittoria per 3-2 contro il Chelsea. Durante la guerra giocò, come ospite, con l'Aberdeen. Alla fine del conflitto, ritornò in pianta stabile agli Spurs dove esordì il 31 agosto 1946, perdendo per 2-1 contro il Birmingham City. Diventato stabilmente titolare dopo pochi mesi, tra l'aprile 1947 e il marzo 1954 saltò solo 2 partite (nell'aprile del 1947 e nello stesso mese del 1948, in entrambi i casi contro il Nottingham Forest) disputando dal 1948 al 1954 247 partite consecutive. Giocò pertanto per tutta la stagione 1949-1950 e 1950-1951, quando il Tottenham compì l'impresa di vincere il campionato di seconda divisione e la First Division in due annate consecutive anche grazie alla tecnica dell'uno-due, inventata dall'allora allenatore degli Hotspur Arthur Rowe. Ditchburn restò tra le file degli Spurs fino alla stagione 1958-1959 quando ad inizio stagione, durante una gara contro il Chelsea nel mese di agosto, un grave infortunio ad un dito mise fine alla sua carriera da professionista, dopo 418 presenze marcate con la maglia del Tottenham in campionato e 34 in FA Cup. Nel 1959, l'anno successivo, divenne giocatore/allenatore della squadra di calcio amatoriale di Romford, carica che mantenne per 6 anni. Successivamente, allenò per un periodo anche il Brentwood prima di ritirarsi dal mondo del calcio.

### Nazionale
Durante la guerra, Ditchburn venne convocato in due amichevoli non ufficiali dell'Inghilterra, disputate il 19 febbraio 1944 (vittoria per 6-2 contro la Scozia a Wembley) e il 6 maggio 1944 (vittoria per 2-0 contro il Galles a Ninian Park, Cardiff). La prima convocazione ufficiale arrivò il 2 dicembre 1948 nella vittoria per 6-0 contro la Svizzera. La presenza di portieri di alto livello, come Bert Frederick Williams e Frank Swift, unita a prestazioni non positive quando gli venne offerta l'occasione di un posto da titolare, ne limitò la carriera in Nazionale maggiore. Venne infatti convocato per il Campionato mondiale di calcio 1950, nel quale non scese in campo, rimanendo la riserva di Williams, e solo sporadicamente negli anni successivi, marcando in totale 6 presenze con la Nazionale maggiore, a cui vanno aggiunte due presenze con la Nazionale B nelle qualì non subì alcuna rete (vittorie rispettivamente contro l'Paesi Bassi il 18 maggio 1949 per 4-0 e contro la Svizzera B il 18 gennaio 1950 per 5-0).

## Dopo il ritiro e morte
Dopo il ritiro, Ditchburn aprì un negozio di articoli sportivi a Brentwood, cittadina nella quale morì il 26 dicembre 2005 all'età di 84 anni.

## Statistiche

### Cronologia presenze e reti in nazionale
| Cronologia completa delle presenze e delle reti in nazionale ― Inghilterra | Cronologia completa delle presenze e delle reti in nazionale ― Inghilterra | Cronologia completa delle presenze e delle reti in nazionale ― Inghilterra | Cronologia completa delle presenze e delle reti in nazionale ― Inghilterra | Cronologia completa delle presenze e delle reti in nazionale ― Inghilterra | Cronologia completa delle presenze e delle reti in nazionale ― Inghilterra | Cronologia completa delle presenze e delle reti in nazionale ― Inghilterra | Cronologia completa delle presenze e delle reti in nazionale ― Inghilterra |
| Data                                                                       | Città                                                                      | In casa                                                                    | Risultato                                                                  | Ospiti                                                                     | Competizione                                                               | Reti                                                                       | Note                                                                       |
| -------------------------------------------------------------------------- | -------------------------------------------------------------------------- | -------------------------------------------------------------------------- | -------------------------------------------------------------------------- | -------------------------------------------------------------------------- | -------------------------------------------------------------------------- | -------------------------------------------------------------------------- | -------------------------------------------------------------------------- |
| 2-12-1948                                                                  | Londra                                                                     | Inghilterra                                                                | 6 – 0                                                                      | Svizzera                                                                   | Amichevole                                                                 | -                                                                          |                                                                            |
| 19-5-1949                                                                  | Stoccolma                                                                  | Svezia                                                                     | 3 – 1                                                                      | Inghilterra                                                                | Amichevole                                                                 | -                                                                          |                                                                            |
| 8-6-1953                                                                   | New York                                                                   | Stati Uniti                                                                | 3 – 6                                                                      | Inghilterra                                                                | Amichevole                                                                 | -                                                                          |                                                                            |
| 14-11-1956                                                                 | Londra                                                                     | Inghilterra                                                                | 3 – 1                                                                      | Galles                                                                     | Torneo Interbritannico                                                     | -                                                                          |                                                                            |
| 28-11-1956                                                                 | Londra                                                                     | Inghilterra                                                                | 3 – 0                                                                      | Jugoslavia                                                                 | Amichevole                                                                 | -                                                                          |                                                                            |
| 5-12-1956                                                                  | Wolverhampton                                                              | Inghilterra                                                                | 5 – 2                                                                      | Danimarca                                                                  | Qual. Mondiali 1958                                                        | -                                                                          |                                                                            |
| Totale                                                                     |                                                                            | Presenze                                                                   | 6                                                                          |                                                                            | Reti                                                                       | 0                                                                          |                                                                            |

## Palmarès

### Club

#### Competizioni nazionali
- Campionato inglese: 1

Tottenham Hotspur: 1950-1951
- Charity Shield: 1

Tottenham Hotspur: 1951
- Second Division: 1

Tottenham: 1949-1950